# Hubert Burda Media Holding
Hubert Burda Media Holding KG is een internationaal media- en persbedrijf, met hoofdkwartier in Offenburg (Duitsland).

## Geschiedenis
De geschiedenis van het bedrijf gaat terug tot 1903, wanneer Franz Burda met een drukkerij begon in Philippsburg; in 1908 verhuisde hij naar Offenburg. Zijn zoon, Franz Burda II, begon in 1927 met een radio-tijdschrift Die Sürag, dat verwees naar de Süddeutsche Rundfunk AG (SÜRAG). Na de dood van zijn vader nam Franz Burda II in 1929 de leiding over van het bedrijf.
Tijdens de Tweede Wereldoorlog werd de publicatie van Die Sürag stopgezet. Burda drukte toen stafkaarten voor het leger. Na de oorlog drukte Burda schoolboeken en postzegels voor de Franse bezettingsmacht, evenals de Franse soldatenkrant Revue d'Information.
In de volgende jaren lanceerde Franz Burda verschillende, nog steeds bestaande tijdschriften, en vormde het bedrijf om tot Burda Holding. In 1948 verscheen het tijdschrift Das Ufer, de voorloper van het geïllustreerde weekblad Bunte dat in 1954 op de markt kwam. De echtgenote van Franz Burda, Aenne Burda, begon in 1949 met Burda Moden, dat naaipatronen bevatte om de afgebeelde modellen zelf te maken. Het was het begin van wat de grootste uitgeverij van modetijdschriften ter wereld zou worden, Aenne Burda Verlag. Het tijdschrift verschijnt tegenwoordig in 28 talen in meer dan 90 landen.
In 1973 droeg Franz Burda de leiding van het bedrijf over aan zijn zonen. Franz III werd verantwoordelijk voor de drukkerij, Frieder voor financiën en management, en Hubert voor de uitgeverij. Kort voor zijn dood verdeelde Franz II zijn aandelen onder zijn drie zonen. Na zijn dood in 1986 kwam Hubert Burda aan het hoofd van Burda Holding, terwijl Franz en Frieder de participaties in Springer Verlag, Amerikaanse drukkerijen, papierfabrieken en andere bedrijven behartigden.
Hubert Burda lanceerde daarna nog vele tijdschriften, waaronder de Duitstalige editie van Elle, in een joint venture met de Franse groep Hachette en het nieuwsmagazine Focus in 1993. In 1994 nam Hubert Burda de uitgeverij van Aenne Burda over en hernoemde het bedrijf in Hubert Burda Media Holding. Het breidde haar activiteiten uit naar digitale media ("Focus Online" vanaf 1996), radio en televisie. Het is eigenaar of heeft participaties in tientallen bedrijven op het gebied van drukkerij, uitgeverij, radio- en televisiezenders, e-commerce en direct marketing in binnen- en buitenland. Een van de dochterondernemingen is Burda Direct GmbH, waaronder het bedrijf Freedreams valt dat in verschillende Europese landen uitgever is van de voordeelkaart 'Hotelbon', bijvoorbeeld in Nederland via Hotelbon Leisure BV.
Burda sponsort ook de Duitse Bambi-prijs.